# فائق الشمري
فائق عبد الحسين الشمّري باحث وصحفي وقاص عراقي. عضو ومدير تحرير جريدة العتبة العلوية المقدسة الاسبوعية الصادر عن العتبة العلوية المقدسة 2012م.

## ولادته ونشأته
ولد بمدينة النجف، إحدى مدن جنوب العراق، في الأول من آيار من عام 1971م، وقد نشأ فيها وترعرع. أتم تحصيله الاولي في مدارسها، وبالتحديد في مدرسة «دعبل الخزاعي الابتدائية»، وأكمل الدراسة المتوسطة في متوسطة «بغداد» كما أكمل دراسته الثانوية في إعدادية «النجف». أكمل دراسته الأكاديمية في المعهد الفني في النجف عام 1991/1992م، ونال شهادة البكلوريوس في آداب اللغة العربية من جامعة الكوفة في العام 1997/1998م في النجف.
عرف بولعه بالأدب والصحافة فكان عضوا في رابطة الصحفيين الشباب في العام 1992- 1994. وعضوا في منتدى الأدباء الشباب 1992- 1993، ليمارس من خلال هذين المنفذين بواكير أعماله الصحفية وأصدر جريدة الواحة في معهد النجف الفني حينما كان طالبا فيه، وقد أصدر منها عددين ثم اغلقت من قبل إدارة المعهد لعدم تطابقها مع تطلعات النظام الحاكم آن ذاك، كما كتب مجموعة من القصائد والقصص القصيرة وشارك بالأماسي الثقافية التي كان يقيمها منتدى الأدباء الشباب، حتى انتمى إلى الاتحاد العام للادباء والكتاب العراقيين في العام 1995م.

## المناصب التي شغلها
- مصحح لغوي في صحيفة «البلاغ» 2003 ـ 2005.
- عضو عامل في نقابة الصحفيين العراقيين 2007.
- مدير تحرير مجلة «النجف الاشرف» 2009 ومازال كذلك.
- كان أحد خمسة أعضاء ; كلفوا بعضوية اللجنة التحضيرية لفتح أول فرع لنقابة الصحفيين العراقيين في محافظة النجف عام 2007.
- عضو الاتحاد الدولي للصحفيين 2008.
- تشرف بإدارة تحرير مجلة (الولاية) الصادرة عن العتبة العلوية المقدسة 2008.
- عضو الهيئة الإدارية لنادي القصة في النجف منذ العام 2008 ولغاية الآن.
- ترأس رابطة الصحفيين الشباب فرع النجف لعام 2010.
- أدار شعبة الدراسات والنشر التابع لقسم الشؤون الفكرية والثقافية في العتبة العلوية المقدسة منذ العام 2008 م -2012م.
- إدارة شعبة الصحافة التابع لقسم الإعلام والعلاقات العامة في العتبة العلوية المقدسة.
- إدارة تحرير أول جريدة يومية تصدر في محافظة النجف والصادرة عن العتبة العلوية المقدسة بمناسبة إقامة معرضها الدولي للكتاب في دورتيه الثالثة 2010 والرابعة 2011.
- اختير عضوا في اللجنة الاعلامية، إحدى اللجان التحضيرية للاستعداد والتهيأة للاحتفاء وتتويج النجف عاصمة للثقافة الإسلامية عام 2012.
- ترأس تحرير مجلة (النجف الثقافية) الصادرة عن اللجنة الاعلامية إحدى لجان مشروع النجف عاصمة الثقافة الإسلامية عام 2012.
- مدير تحرير مجلة أنوار الولاية الصادر عن العتبة العلوية المقدسة 2012م.
- مدير تحرير جريدة العتبة العلوية المقدسة الاسبوعية الصادر عن العتبة العلوية المقدسة 2012م.
- نشر العشرات من القصص والمقالات والتحقيقات والمقابلات الصحفية في الصحف والمجلات والمواقع الإلكترونية.
- أعد وكتب سيناريو هات العديد من الأفلام التسجيلة والوثائقية، منها: فلم ساعة الروضة الحيدرية، علي مولى الموحدين، حزام القبة، مشفى الكتاب وغيرها.
- ذكرته المعاجم التي أرخت لأدباء وصحفيي مدينة النجف.

## مؤلفاته
له العديد من المؤلفات منها:
- مجموعة قصصية «من يعشق المطر»، 2008م.
- كتاب «وتتبعوه دفينا»، 2009م، مكتاب البناء الفني للقصة القصيرة، 2011م.
- بناء النص الصحفي: النظرية والتطبيق 2012م.
- مجموعة شعرية «اينطفيء الذهب»، قصائد نثرية، 2011م.
- كتاب الأطفال «السفير الثائر».
- كتاب الأطفال «وتمت النعمة» قصة مصورة للاطفال.
- كتاب الأطفال «مولد النور» قصة مصورة للاطفال.
- كتاب الأطفال «الوجهة كربلاء» قصة مصورة للاطفال بطريقة «الكومك».
- كتاب (الكوفة: المدرسة العلوية الكبرى).
- كتاب «الصادق الامين»، قصة مصورة للاطفال تحكي سيرة المصطفى ﷺ.